# Освальд Люц
Освальд Люц (нім. Oswald Lutz; 6 листопада 1876, Ерінг — 26 лютого 1944, Мюнхен) — німецький воєначальник, перший генерал танкових військ вермахту. Один з творців танкових військ Німеччини.

## Біографія
Син архітектора. В липні 1894 року вступив в 1-й саперний батальйон Баварської армії. Пройшов курс у військовому училищі. В 1897 році проходив службу на Королівському баварському збройовому заводі. У 1898-1900 роках навчався в артилерійсько-інженерному військовому училищі в Мюнхені. У 1901-03 роках служив у фортеці Інгольштадта.
Учасник Першої світової війни, служив у залізничних військах. З кінця березня 1915 року командував моторизованими з'єднаннями 6-ї армії на Західному фронті. У 1917 році подав у відставку. Згодом знову служив інспектором в інженерному корпусі, а з квітня по липень 1917 року — офіцером штабу залізничних військ в 7-й армії. В кінці 1917 року призначений начальником управління військово-польових залізниць Верховного штабу Німецької імперії.
Після демобілізації армії залишився в рейхсвері, призначений командиром 7-го баварського автомобільного батальйону. У жовтні 1919 року — командувач автомобільними військами рейхсверу. В кінці 1920-х років очолив штаб Інспекції автомобільних військ. У 1926 році очолив секретну танкову школу під Казанню «Кама», де проводилась таємна підготовка німецьких танкістів в обхід Версальського договору. У квітні 1931 року змінив генерала Отто фон Штюльпнагеля на посаді інспектора транспортних частин сухопутних військ (з 1 липня 1934 року — інспектор мобільних частин). Керував організацією моторизованих військ. 15 жовтня 1935 року очолив щойно створене Командування танкових військ. Підтвердив свою репутацію вчителя Гайнца Гудеріана і «батька» нового броньованого зброї. Під час чистки командного складу 28 лютого 1938 року як ставленик Вернера фон Фріча був замінений генералом Гудеріаном і звільнений у відставку, проте завдяки втручанню Адольфа Гітлера був відновлений в армії в лютому 1938 року.
22 вересня 1941 року призначений начальником штабу зв'язку «Трансністрія». 31 травня 1942 року звільнений у відставку.

## Звання
- Фанен-юнкер (3 липня 1894)
- Другий лейтенант (27 лютого 1896)
- Лейтенант
- Оберлейтенант
- Ротмістр
- Майор
- Оберстлейтенант (1 лютого 1923)
- Оберст (1 січня 1928)
- Генерал-майор (1 квітня 1931)
- Генерал-лейтенант (1 лютого 1933)
- Генерал танкових військ (1 листопада 1935)

## Нагороди
- Залізний хрест 2-го і 1-го класу
- Орден «За заслуги» (Баварія) 4-го класу з мечами і короною
- Орден Альберта (Саксонія), лицарський хрест 1-го класу з мечами
- Орден Фрідріха (Вюртемберг), лицарський хрест 1-го класу з мечами
- Ганзейський Хрест (Гамбург)
- Хрест Фрідріха
- Хрест «За вислугу років» (Баварія) 2-го класу (24 роки)
- Почесний хрест ветерана війни з мечами
- Медаль «За вислугу років у Вермахті» 4-го, 3-го, 2-го і 1-го класу (25 років)

## Вшанування пам'яті
На честь Люца назвали казарми бундесверу в Мюнстері. Згодом їх перейменували на казарми Шульце-Люца, а 18 вересня 2019 року — на казарми Ерцеталя.